# Estação Champs-Élysées - Clemenceau
Champs-Élysées - Clemenceau é uma estação das linhas 1 e 13 do Metrô de Paris, localizada no 8.º arrondissement de Paris.

## Localização
As plataformas e os corredores se situam sob a avenue des Champs-Élysées e a place Clemenceau.

## História
A estação Champs-Élysées da linha 1 do metrô parisiense foi inaugurada em 19 de julho de 1900. Ela tomou o seu nome atual em 20 de maio de 1931. As plataformas da linha 13 foram quanto a elas inauguradas em 1975, como resultado da extensão da antiga linha Nord-Sud B, de Saint-Lazare a Miromesnil e da ligação com a antiga linha 14, que terminava na estação Invalides.
A estação tem o subtítulo Grand Palais, do nome do monumento parisiense localizado nas proximidades e construído em 1900.
Depois da década de 1950 até 2005, os pés-direitos da estação da linha 1 foram revestidos com telhas com os montantes horizontais amarelos e quadros publicitários dourados iluminados. Antes de remover as telhas em 2005, foi complementada por assentos do estilo "Motte" de cor vermelha.
Em 2005, os corredores da estação foram totalmente renovados e receberam nesta ocasião um desenvolvimento cultural específico, assim como as plataformas da linha 1, resultando na retirada da caroçagem destas últimas.
As plataformas da estação da linha 1 foram reforçadas durante o fim de semana de 18 e 19 de abril de 2009.
Em 2012, 4 588 565 passageiros entraram nesta estação. Ela viu entrar 4 617 843 passageiros em 2013, o que a coloca na 98ª posição das estações de metro por sua frequência.
Em 16 de julho de 2018, uma parte das placas de identificação da estação foi temporariamente substituída para comemorar a vitória da Seleção da França na Copa do Mundo de Futebol de 2018 como em cinco outras estações. Champs-Élysées - Clemenceau foi humoristicamente renomeada "Deschamps - Élysées - Clemenceau" em homenagem ao técnico Didier Deschamps.

## Serviços aos passageiros

### Acesso
A estação tem um único acesso situado ao sul da place Clemenceau. Ele é equipado com uma escada rolante pela saída e de uma escada fixa. Uma placa em homenagem a Georges Clemenceau é afixada.
Em 2017, obras foram iniciadas para criar no square Jean Perrin uma segunda saída até o final de 2019 dando acesso direto ao Palais de la découverte, ao Grand Palais e até mesmo ao Théâtre du Rond-Point. Um longo corredor deve ser realizado para levar a uma escada dupla como uma escada rolante depois do nível -1, e, mais longe, uma segunda escada do mesmo tipo descerá para o nível -3 na saída da linha 13. A estação renovada, com selos de revisão, serão dotadas de banheiros públicos.
No corredor de correspondência ligando a linha 1 à linha 13, uma decoração pintada em telhas de faiança Azulejo géométrique, devido ao artista português Manuel Cargaleiro, está instalada desde 1995. Este trabalho é o resultado de um intercâmbio artístico organizado entre as companhias de metrô de Lisboa e a RATP. A cidade de Paris ofereceu a Lisboa uma edícula Guimard, instalado na estação Picoas do metrô de Lisboa. Em contrapartida, a RATP recebe uma decoração em azulejos.

### Plataformas
As plataformas das duas linhas são de configuração padrão: plataformas laterais, elas são separadas pelas vias do metrô situadas ao centro.
As plataformas da linha 1 estão niveladas ao solo, o teto é constituído de uma tabuleiro metálico, onde as vigas, de cor prateada, são suportadas pelos pés-direitos verticais. Pavimentos de vidro azul claro cobrem esses pilares, caso único na rede. Os tímpanos são revestidos e pintados. O nome da estação é de fonte Parisine em placa esmaltada. As plataformas são equipadas com tela publicitárias e painéis especiais do Palais de la découverte. As plataformas são equipadas com assentos do estilo "Akiko", de cor bege e portas de plataforma.
As plataformas da linha 13 possuem uma abóbada elíptica em uma parte da estação, a segunda parte senda constituída de um teto de concreto e de pés-direitos verticais. Eles possuem uma rampa luminosa e de telhas em cerâmica pratos finos e brancos colocados verticalmente que recobrem a plataforma e os pés-direitos. O teto de concreto é coberto com uma flocagem corta-fogo preta. Os tímpanos são equipados com telhas de cerâmica planas laranjas colocadas verticalmente. Os quadros publicitários são metálicos e o nome da estação é em fonte Parisine em placa esmaltada. Os bancos são do estilo "Motte" de cor laranja.

### Intermodalidade
A estação é servida pelas linhas 42, 73, 83 e 93 da rede de ônibus RATP e, à noite, pelas linhas N11 e N24 da rede de ônibus Noctilien.

## Pontos turísticos
Ao norte da estação, se encontra o Teatro Marigny e o Palácio do Eliseu. Na direção do alto da Avenue des Champs-Élysées, é instalada a Carré Marigny, mercado filatélico ao ar livre.
A oeste da estação, se encontra o Théâtre du Rond-Point.
Ao sul da estação, se encontram:
- o Grand Palais abriga o Palais de la découverte, a delegacia de polícia do 8.º arrondissement e as Galeries Nationales du Grand Palais;
- o Petit Palais que abriga o Palais des beaux arts de la ville de Paris.

Galeria de fotografias
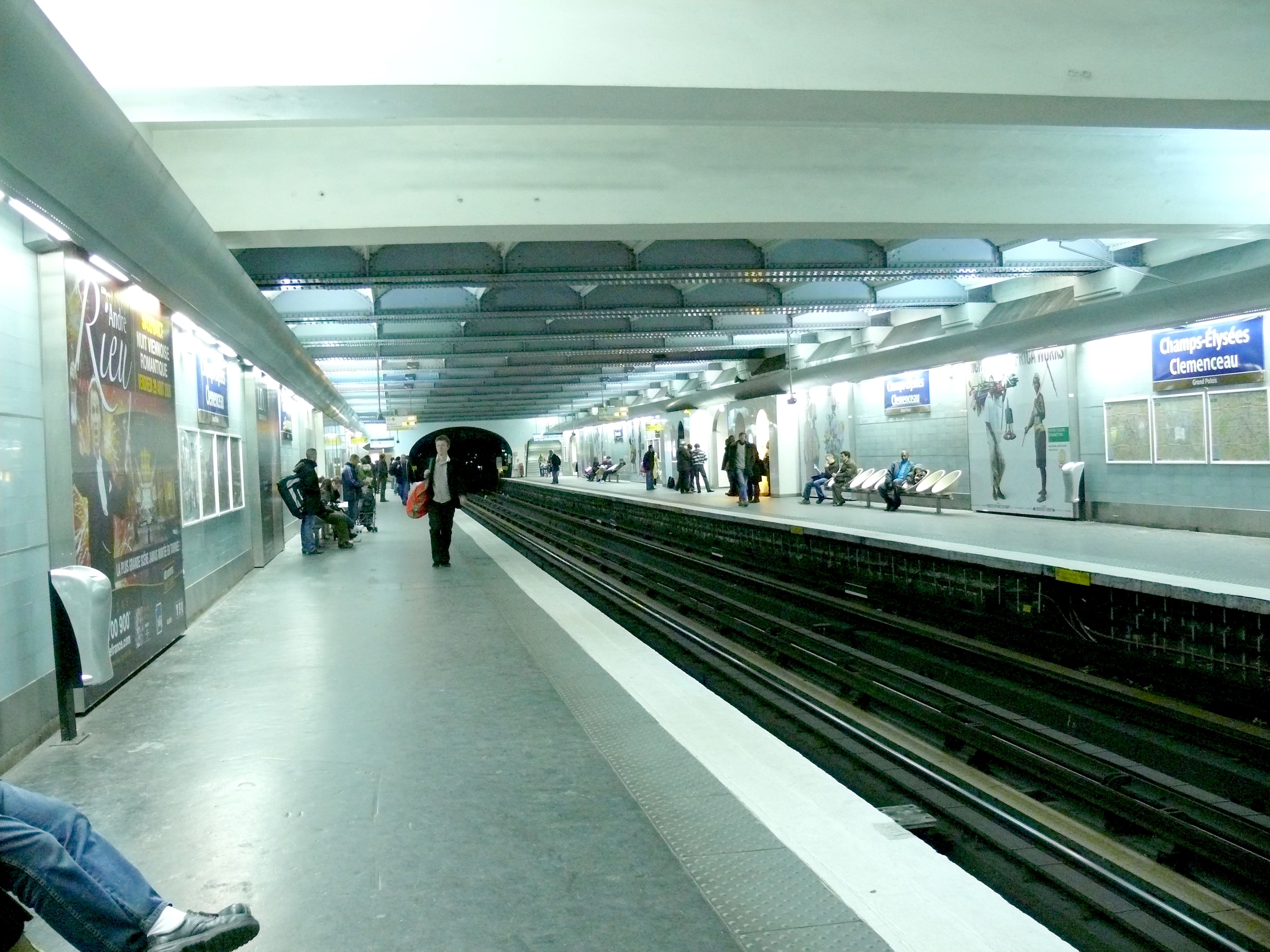
Plataformas da linha 1 antes da instalação das portas de plataforma em 2009.
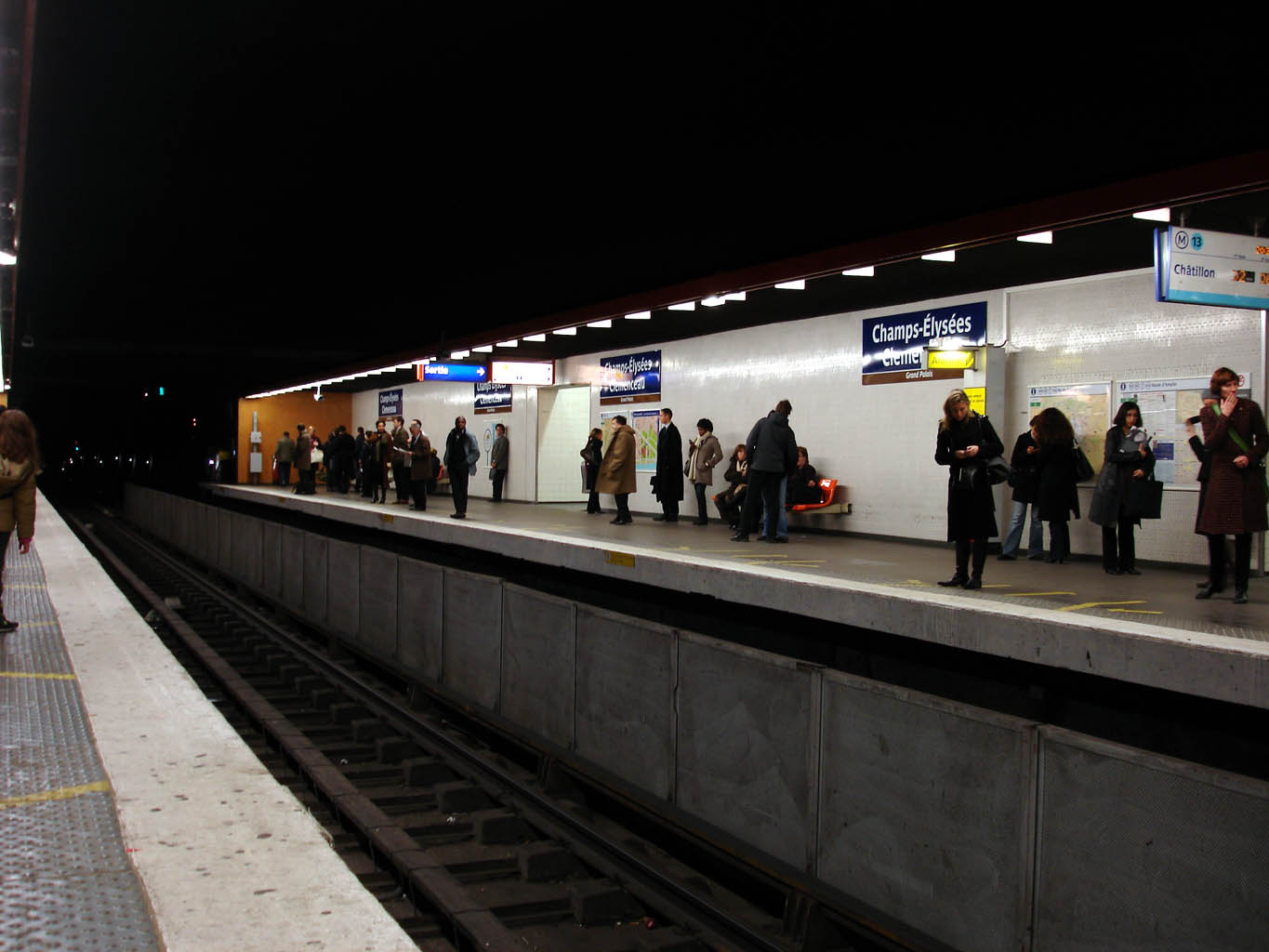
Plataforma da linha 13, direção Châtillon - Montrouge antes da instalação das portas de plataforma em 2012.
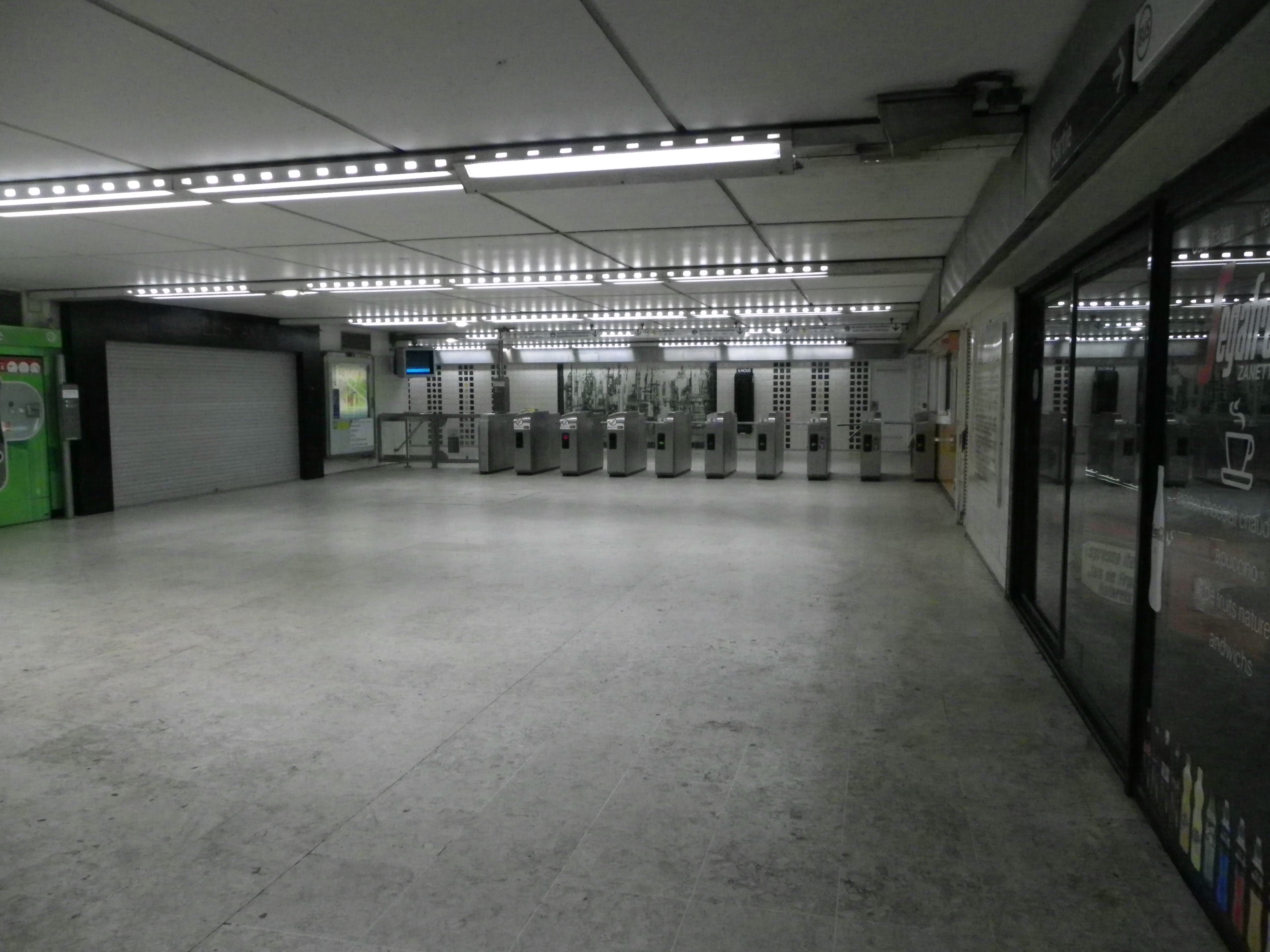
Interior da estação.
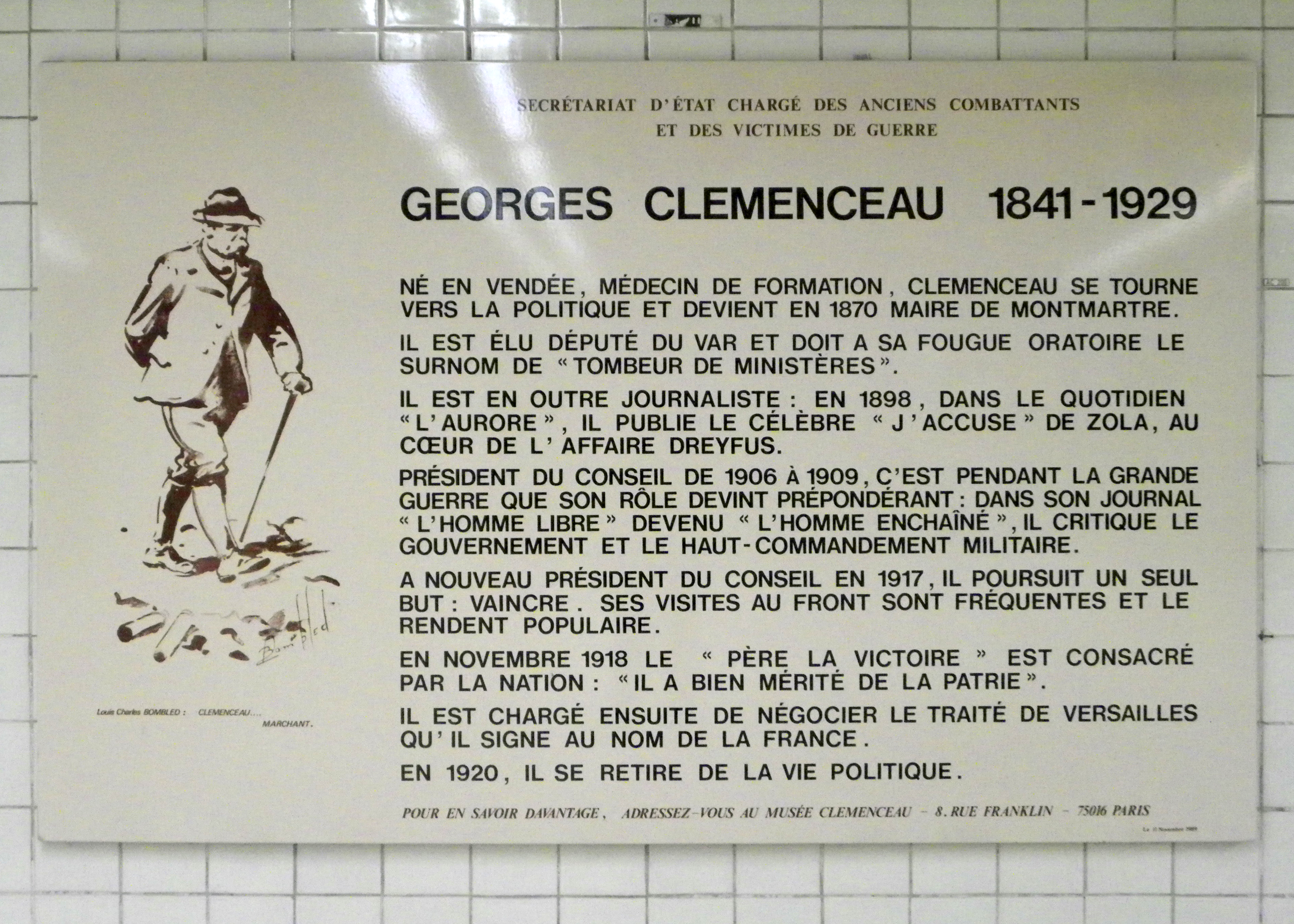
Placa de Georges Clemenceau em um corredor da estação
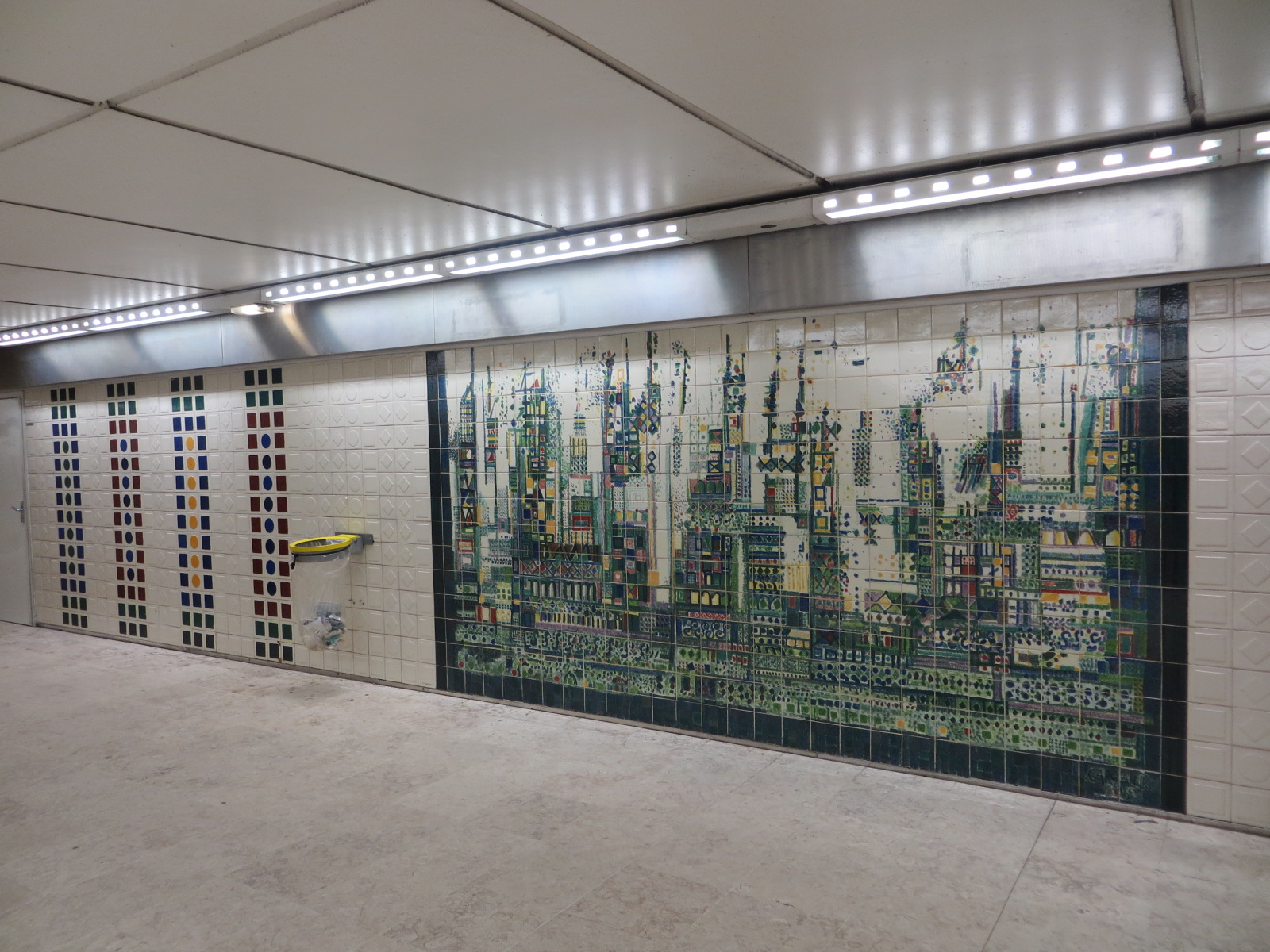
Decoração em cerâmica de faiança (azulejo) do pintor Manuel Cargaleiro
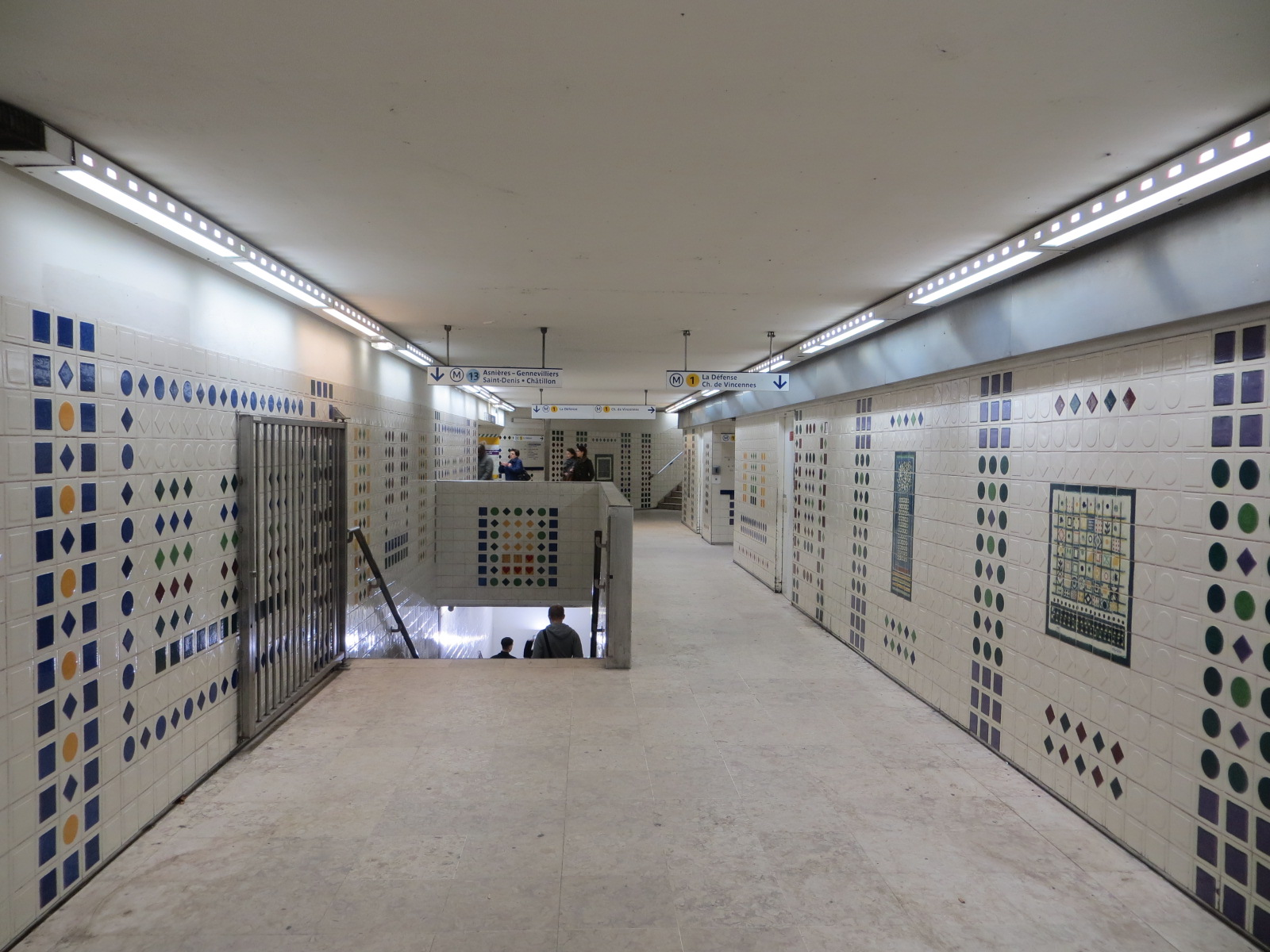
Corredor da estação com as decorações em cerâmica
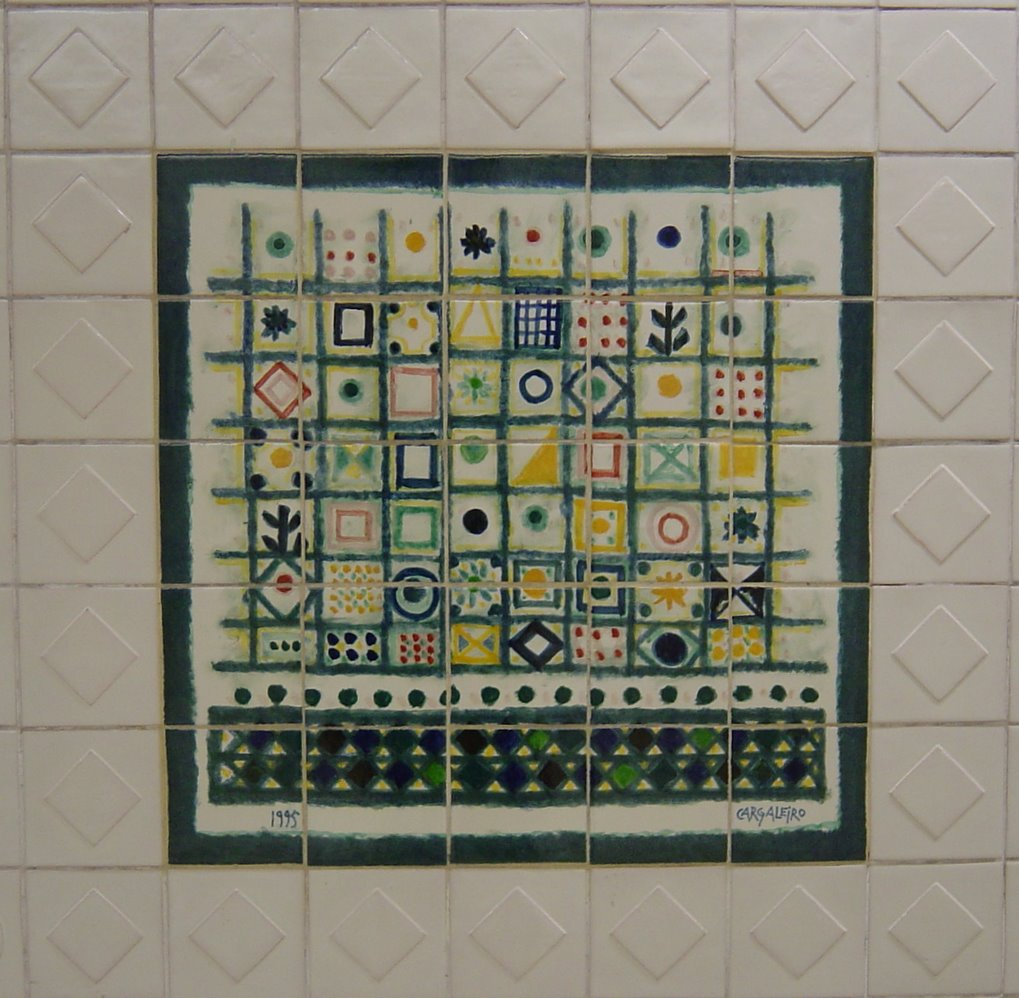
Close-up de uma das decorações em azulejo
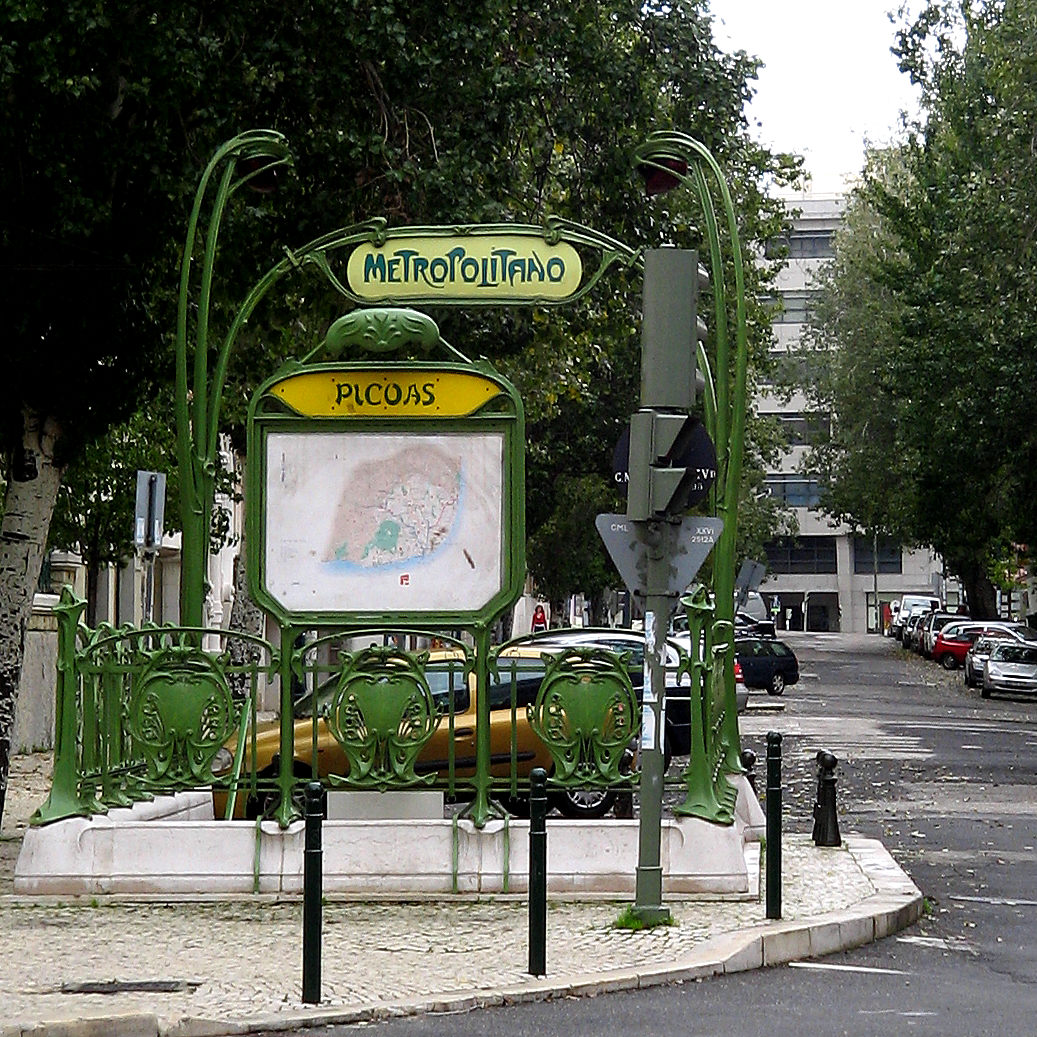
Entrada da estação Picoas em Lisboa